# Samuel Mabunda
Samuel Mabunda, né le 17 avril 1988, est un footballeur international sud-africain. Il évolue à Mamelodi Sundowns au poste de milieu défensif.

## Biographie

### En club

#### Black Leopards
Il commence sa carrière aux Black Leopards en National First Division (deuxième division). Après 12 apparitions, il termine deuxième du championnat, et voit promu en Absa Premiership (première division). Il joue son premier match dans l'élite le 12 août 2011, lors d'une défaite 2-0 contre le club d'Orlando Pirates. Le 22 février 2012, il inscrit son premier but contre le Bloemfontein Celtic (2-2). Son bilan pour la  saison 2011-2012 est de trois buts en 23 rencontres, et un maintien obtenu de justesse. Son bilan personnel est identique la saison suivante, mais le club termine lanterne rouge.

#### Mamelodi Sundowns
En juin 2013, il s'engage avec le club des Mamelodi Sundowns. Il fait ses débuts le 5 février 2014, face à Golden Arrows (victoire 2-0). Pour sa première saison, il ne participe qu'à trois rencontres, mais il est tout de même sacré champion en fin de saison.

##### Prêt à Free State Stars
Afin de gagner du temps de jeu, il rejoint Free State Stars sous forme de prêt en octobre 2014. Il joue sa première rencontre le 22 octobre 2014, contre AmaZulu (0-0), et marque son unique but quatre journées plus tard contre le Bloemfontein Celtic (victoire 1-0).

##### Retour aux Sundowns
De retour de prêt, il n'est pas beaucoup utilisé en championnat, mais se voit tout de même sacré pour la seconde fois. Il marque dès ses débuts en Ligue des champions de la CAF contre l'ES Sétif le 18 juin 2016 (victoire 2-0). Son équipe soulève le trophée, et il participe à l'intégralité de la double confrontation en finale contre le club égyptien de Zamalek (3-0, 0-1),.
Lors de la saison 2016-2017, il termine à la seconde place du classement, et atteint la finale du MTN 8 (défaite 3-0 contre Bidvest Wits. De plus, il participe à la Coupe du monde des clubs, et remporte la Supercoupe de la CAF face au TP Mazembe (1-0).
Lors de la saison suivante, il marque son premier but en championnat sous les couleurs des Sundowns, face à Bloemfontein Celtic (victoire 4-1). Pour la troisième fois, il est sacré champion. Il remporte à nouveau le titre en 2018-2019.
En décembre 2019, il remporte pour la première fois le Telkom Knockout, face à Maritzburg United (2-1).

### En sélection
Il honore sa première sélection en équipe d'Afrique du Sud le 12 novembre 2016, lors des éliminatoires de la Coupe du monde 2018, contre le Sénégal (victoire 2-1).
Il est ensuite sélectionné pour la Coupe d'Afrique des nations 2019 organisé en Égypte, mais doit se contenter du banc des remplaçants. L'Afrique du Sud s'incline en quart de finale face au Nigeria.

## Palmarès
| Black Leopards - Championnat d'Afrique du Sud D2 : - Vice-champion : 2010-11. |  | Mamelodi Sundowns \| - Championnat d'Afrique du Sud (4) : - Champion : 2013-14, 2015-16, 2017-18 et 2018-19. - Vice-champion : 2016-17. - Telkom Knockout (1) : - Vainqueur : 2019. - MTN 8 : - Finaliste : 2016. \| \| - Ligue des champions de la CAF (1) : - Vainqueur : 2016. - Supercoupe de la CAF (1) : - Vainqueur : 2017. \| |
| - Championnat d'Afrique du Sud (4) : - Champion : 2013-14, 2015-16, 2017-18 et 2018-19. - Vice-champion : 2016-17. - Telkom Knockout (1) : - Vainqueur : 2019. - MTN 8 : - Finaliste : 2016. |  | - Ligue des champions de la CAF (1) : - Vainqueur : 2016. - Supercoupe de la CAF (1) : - Vainqueur : 2017. |